# Saint-Aubin (kaas)
De Saint Aubin is een Franse kaas die geproduceerd wordt door Bongrain SA
De Saint Aubin is een witschimmelkaas, heeft een witte, donsachtige schimmellaag op de buitenkant heeft een soepele, zachte kaasmassa. Direct bij het voorbereiden van de melk wordt de betreffende schimmel al aan de kaas toegevoegd, bij de rijping (3-5 weken) ontstaat de witte korst.